# مارتن ماتشيك
مارتن ماتشيك هو لاعب كرة قدم تشيكي في مركز الدفاع، ولد في 1 مايو 1989 في تشيكوسلوفاكيا. شارك مع منتخب جمهورية التشيك تحت 21 سنة لكرة القدم. أما مع النوادي، فقد لعب مع مات تابورسكو ونادي كلادنو.

## وصلات خارجية
- مارتن ماتشيك على موقع الاتحاد التشيكي (الإنجليزية)
- مارتن ماتشيك على موقع قاعدة بيانات كرة القدم.إي يو (الإنجليزية)
- مارتن ماتشيك على موقع Soccerway.com (الإنجليزية)